# ラルフ・ベラミー (エンジニア)
ラルフ・ベラミー（Ralph Bellamy、1938年2月4日 - ）は、オーストラリアのレーシングカー・デザイナー。同・ニューサウスウェールズ州シドニーイーストウッド出身。

## キャリア
ブラバム、エンサイン、フィッティパルディ、ローラ、マクラーレンなどのさまざまなチームで働いた 。

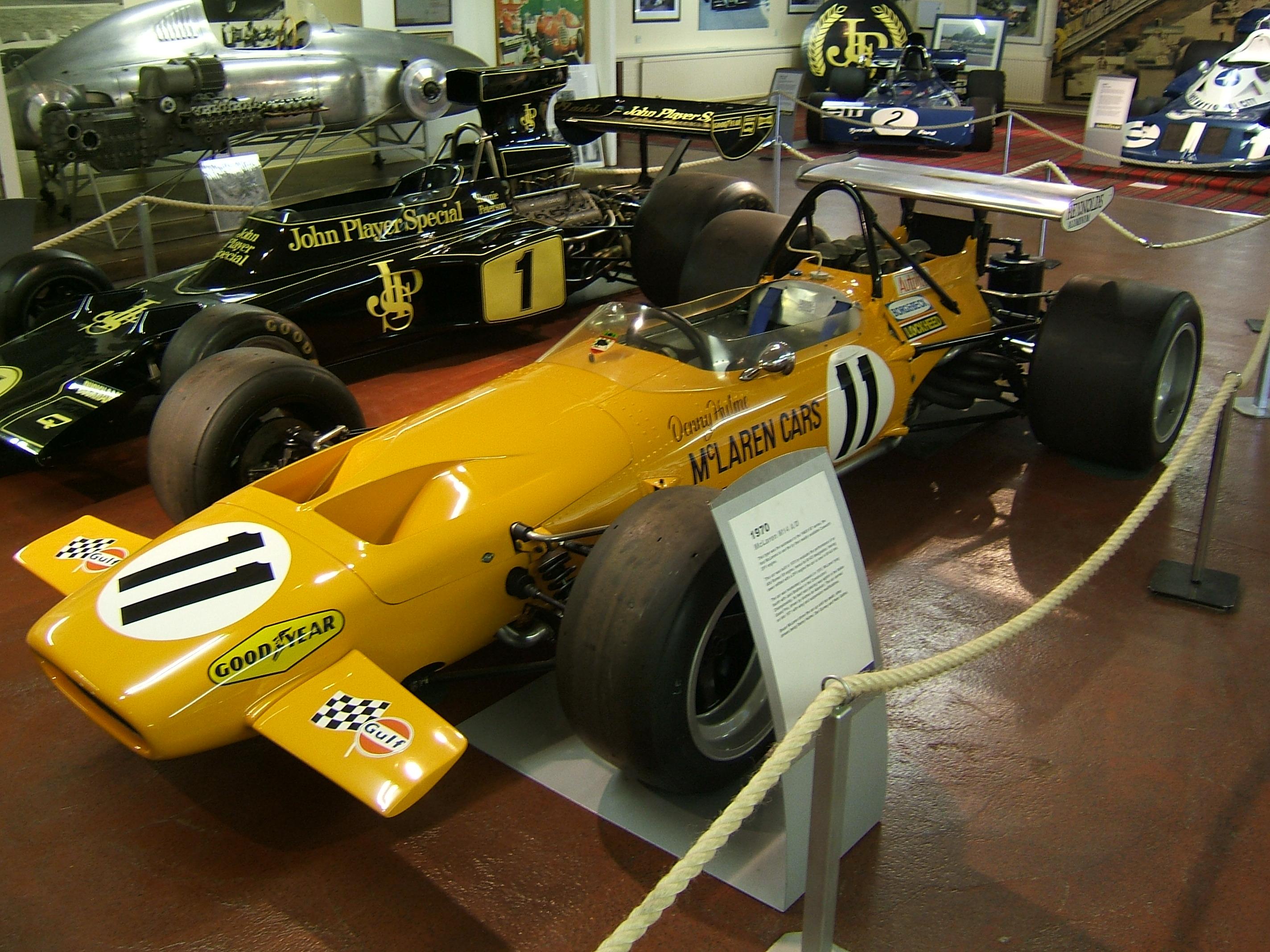
マクラーレンM14

1960年代にヨーロッパのモーターレースでキャリアを成功させようとした。
ヨーロッパに入ると、ベラミーは1970年にマクラーレンM14でゴードン・コパックとの仕事で注目されるようになる。
1971年のマクラーレンM19Aのチーフデザイナーとなり、続いてマクラーレンM21を設計した。
その後、彼はマクラーレンからバーニー・エクレストンが担当するブラバムに移り、ブラバムBT34をBT37に再設計した。
その後、ベラミーはゴードン・マレーに職を奪われ、ロータスに移り、ロータス78を設計するチームの1人になった。
1978年にフィッティパルディ・オートモーティブに参加し(フィッティパルディF6)、1979年、エンサインに移籍し、秋にはエンサインN180, N180Bの設計した。
1983年から、ベラミーはマーチインディカーのデザインとF2マシンのデザインを設計した。
1986年にはローラで働き、F3000シャーシ(T86/50)と、チーム・ハース(ローラTHL2) の車体形状の設計をした。
ベラミーは1993年に引退し、オーストラリアに戻ったが、トニー・ロングハースト・レーシングのV8スーパーカーの設計にモータースポーツに携わっていた。